# Bonon (departement)
Bonon je departement Pobřeží slonoviny ležící v regionu Marahoué a v distriktu Sassandra-Marahoué. Je pojmenován podle města Bonon. Hlavní město je Bonon.

## Historie
Bonon byl vytvořen v r. 2020 z části departementu Bouaflé.